# Kurt Bendlin
Kurt Bendlin (República Federal Alemana, 22 de mayo de 1943-Paderborn, 29 de agosto de 2024) fue un atleta alemán, especializado en la prueba de decatlón en la que llegó a ser medallista de bronce olímpico en 1968.

## Carrera deportiva
En los JJ. OO. de México 1968 ganó la medalla de bronce en la competición de decatlón, con un total de 8064 puntos, tras el estadounidense Bill Toomey que batió el récord olímpico con 8193 puntos, y su paisano alemán Hans-Joachim Walde (plata).